# 瓦朗厄爾半島

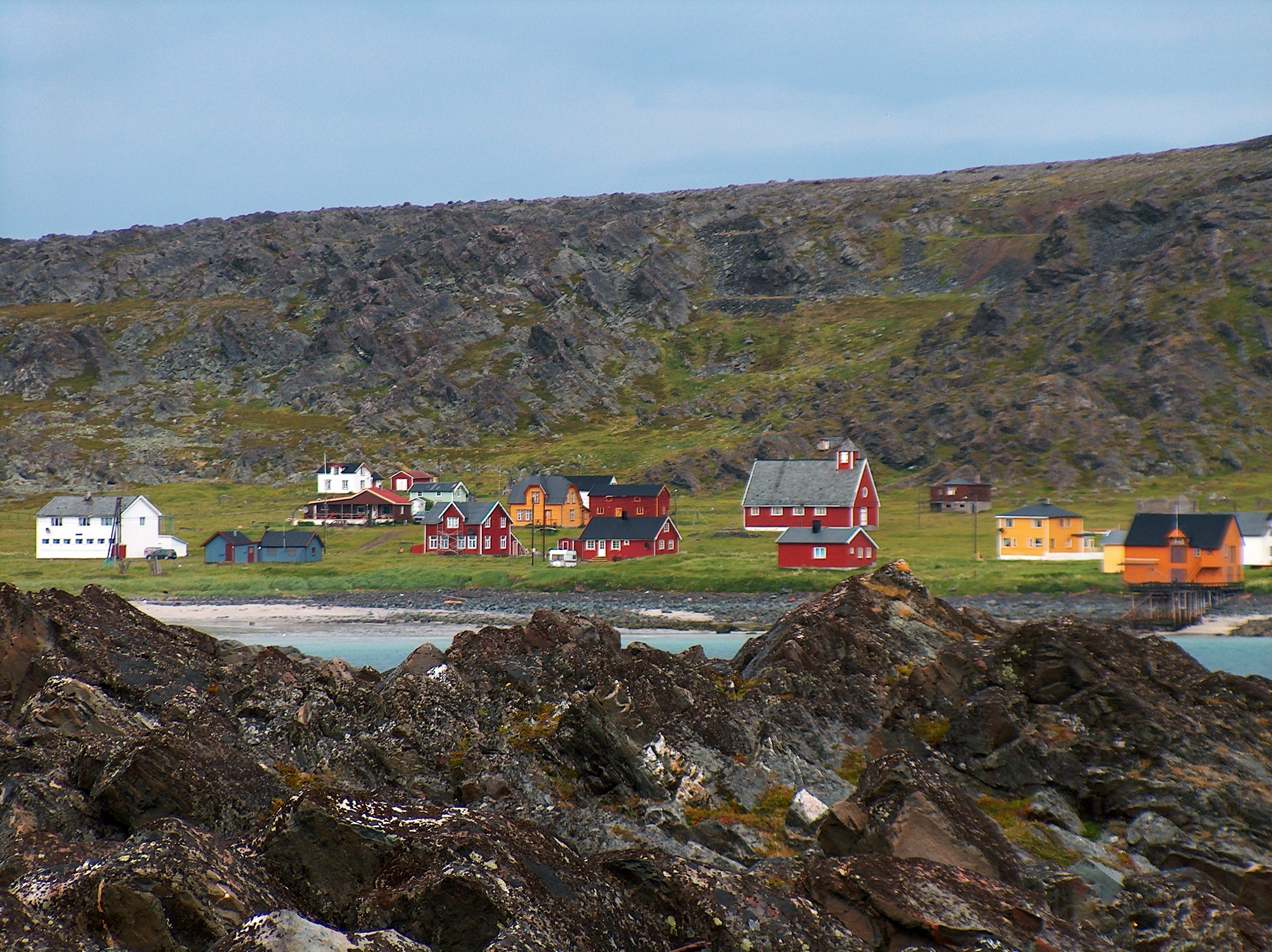

瓦朗厄爾半島（挪威語：Varangerhalvøya）是挪威的半島，位於芬馬克郡，西面是塔納峽灣，北面和東面是巴倫支海，長103公里、寬30至70公里，面積2,069平方公里，最高點海拔高度633米。

## 外部連結
- Varanger.com （页面存档备份，存于）
- Birdwatching Varanger[永久]